# Jiaobei
Bloques lunares o jiaobei (también escrito como jiao bei, también poe) son herramientas de adivinación de madera originarias de China. Se usan en pares y se lanzan para buscar la guía divina en forma de una pregunta de sí o no. Están hechas de madera o bambú y talladas en forma de media luna. También se pueden usar conchas de almeja.  Cada bloque es redondo por un lado (conocido como lado yin) y plano por el otro (conocido como lado yang). Es uno de los objetos más comunes en la religión tradicional china y se usa en templos y santuarios domésticos junto con las varitas de la fortuna, que suelen usarse juntas para solicitar una respuesta a las deidades .

## Práctica

Interpretación simplificada de los resultados de la adivinación del bloque lunar

Los bloques lunares pueden usarse por separado para obtener una respuesta directa, o bien, acompañados de varitas de la fortuna para aclarar un oráculo. Cuando se usan solos, se purifican primero haciéndolos girar tres veces alrededor del incensario. El consultante se arrodilla y dice su nombre, fecha de nacimiento, residencia y pregunta, mientras ahueca los bloques entre las manos en señal de oración. Tras formular la pregunta a los dioses, los bloques se dejan caer al suelo y se colocan en una posición específica.
Hay cuatro posibles respuestas que los bloques lunares pueden producir:
- Shèngjiǎo (聖筊; "respuesta divina"): Un bloque plano y otro bloque redondo indican una respuesta de "sí".
- Nùjiǎo (怒筊; "respuesta airada"), también kūjiǎo (哭筊; "respuesta llorosa") o méijiǎo (沒筊; "sin respuesta"): Ambos bloques caen planos con la cara lisa hacia el suelo, lo cual significa "no". Se dice que los dioses están descontentos o muestran desacuerdo con la pregunta, lo cual se refleja en la manera en que los bloques caen directamente planos al suelo.
- Xiàojiǎo (笑筊; "respuesta risueña"): Ambos bloques caen con la cara redonda hacia el suelo y existen varias interpretaciones. En cualquier caso, se dice que los dioses se ríen de la pregunta según lo que se haya preguntado. Puede interpretarse como un "no" enfatizado, que la pregunta fue poco clara o que la respuesta es obvia. Una característica de este resultado es cuando los bloques oscilan de un lado a otro al caer, lo cual simboliza la risa.
- Lìjiǎo (立筊; "respuesta erguida"): Uno o ambos bloques caen de pie, apoyados en sus dos extremos puntiagudos. Esto indica que las deidades no entienden la pregunta del consultante, por lo tanto la cuestión queda anulada y el procedimiento debe repetirse.[1]

Cuando se usan solos sin los palos de la fortuna, los bloques se lanzan tres veces para mantener la precisión de la respuesta de la deidad; una respuesta exitosa generalmente es tres lanzamientos consecutivos que muestran shèngjiǎo, o los dos mejores de tres lanzamientos.

## Usos

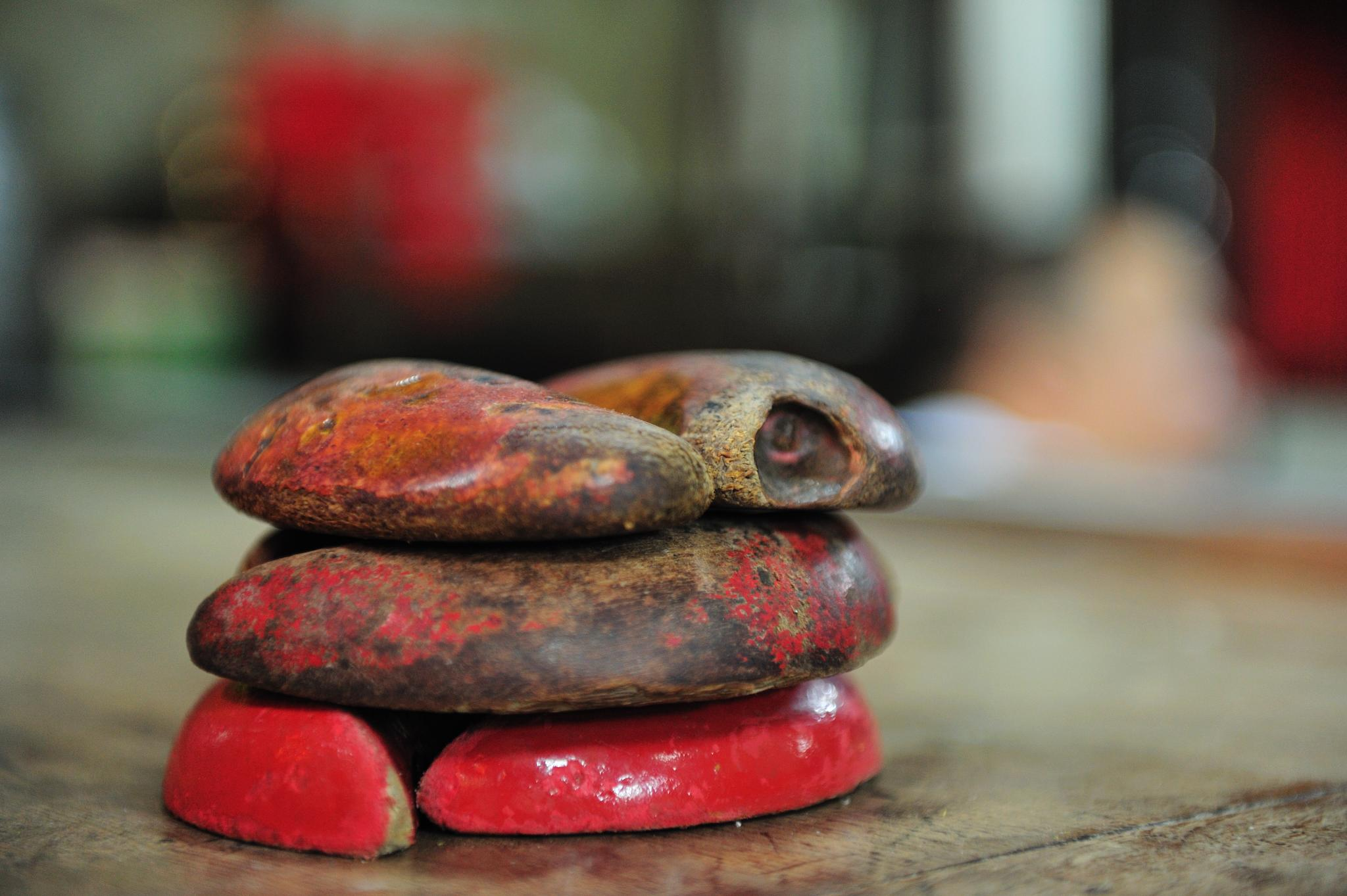
Un conjunto de bloques lunares

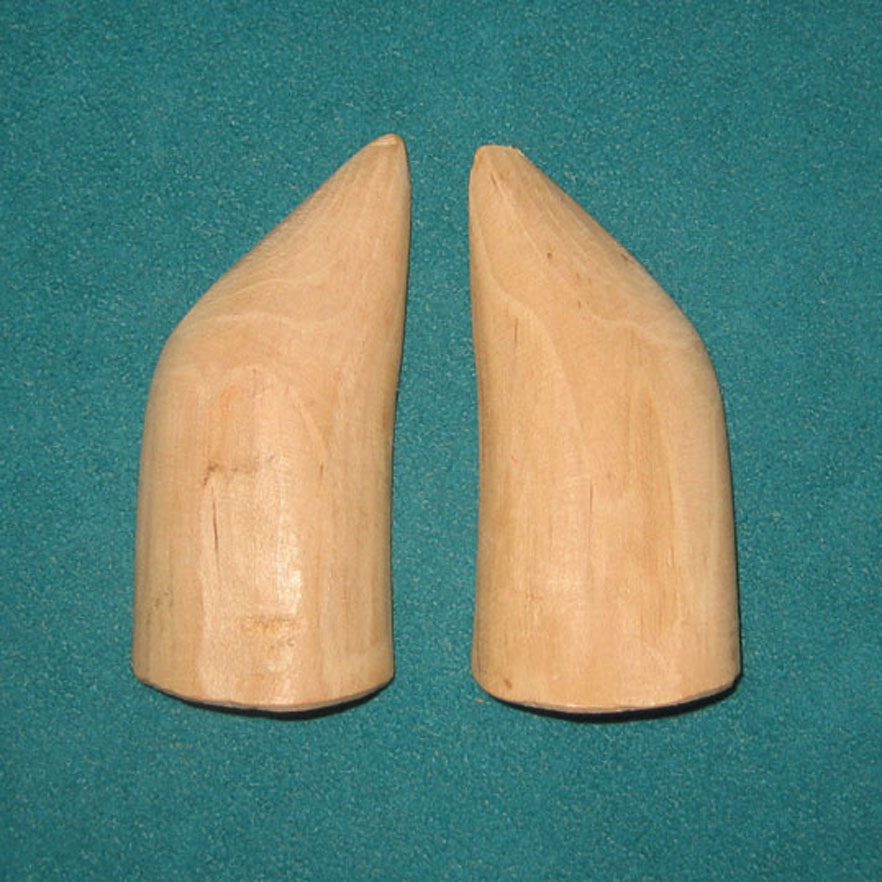
Bloques lunares

Además de interrogar a las deidades sobre asuntos mundanos, los bloques lunares también se utilizan para verificar una variedad de cuestiones, como el protocolo ritual adecuado, la presencia espiritual de los dioses o si han comido las ofrendas que se les presentan.
Jiaobei también se representa como uno de los Nueve tesoros de la diosa Mazu, conocido como Xiantao Jiaobei  .